# Neurellipes flavomaculatus
Neurellipes flavomaculatus is een vlinder uit de familie van de Lycaenidae. De wetenschappelijke naam van de soort is voor het eerst gepubliceerd in 1893 door Henley Grose-Smith en William Forsell Kirby.

## Verspreiding
De soort komt voor in Nigeria, Kameroen, Gabon, Congo-Brazzaville, Centraal Afrikaanse Republiek, Congo-Kinshasa en Angola.

## Ondersoorten
- Neurellipes flavomaculatus flavomaculatus (Grose-Smith & Kirby, 1893)
  - = Lycaenesthes flavomaculatus Grose-Smith & Kirby, 1893
- Neurellipes flavomaculatus bipuncta (Joicey & Talbot, 1921)
  - = Lycaenesthes bipuncta Joicey & Talbot, 1921
  - = Anthene bipuncta (Joicey & Talbot, 1921)